# Burg Scharfeneck (Baden)
Die Burg Scharfeneck ist die Ruine einer Höhenburg und liegt wie die Burgruine Rauhenstein am Flusse Schwechat, im Ortsgebiet von Baden bei Wien.

## Geschichte
Durch archäologische Untersuchungen wurde ermittelt, dass die Burg um 1100 besiedelt war und spätestens im 13. Jahrhundert wieder verlassen wurde. Unsicher ist, ob die Burg zu dieser Zeit den Namen Veste Wolfsberg trug. Als gesichert gilt, dass der kleinen Burg die wirtschaftliche Grundlage fehlte, sich gegen den übermächtigen Nachbar Rauheneck zu behaupten. Scharfeneck liegt im Gegensatz zu Rauheneck nur wenige hundert Meter oberhalb der ehemals durch das Helenental laufenden Verkehrswege. Eine mehrere Meter breite Bresche in einer Seitenwand legt eine bewusste Schleifung der Burg nahe.
Der heutige Name der Burg entstand erst um ca. 1470 – ein gewisser Ulrich Kamper löste die damalige Ruine aus dem Rauhensteiner Besitzkomplex heraus, wodurch ihm als Ulrich Kamper zu Scharfeneck der Aufstieg in die Reihen des ständischen Adels gelang.
Auch wenn die Burgruine zu diesem Zeitpunkt nicht mehr bewohnt wurde und 1517 wieder in den Besitz der Rauhensteiner zurückging, der Name der Burg Scharfeneck blieb. 